# Ferguson TE20

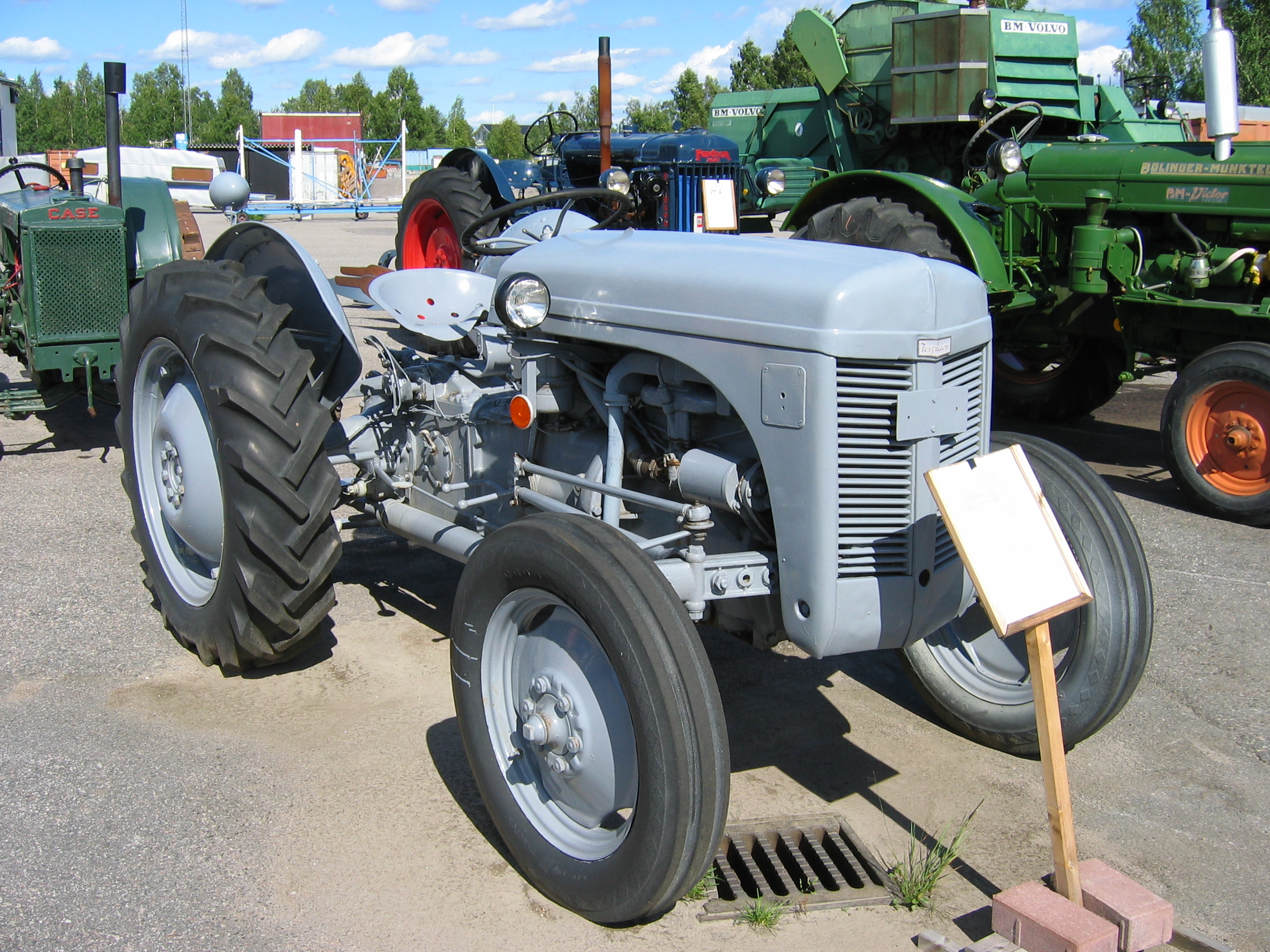
En Ferguson TE20 från 1946.

Ferguson TE20, traktor tillverkad av Harry Ferguson, i grå färg. Motoreffekten är beroende på utförande cirka 30 hästkrafter. 

## Teknikutveckling
Det nya med TE20 var den hydrauliska trepunktslyften med sin automatiska tyngdöverföring, vilket innebar att även en lätt traktor kunde dra förhållandevis stora redskap utan att slira. Metoden, som bygger på tryckavkänning i övre bärarmen, förhindrar att redskapet gräver ner sig i marken.

## Produktion
Traktorn tillverkades i över en halv miljon exemplar och såldes i Sverige i cirka 33 000 exemplar av AB Farming i Nyköping. 1956 tog den då helt nykonstruerade FE 35 över med bensin, fotogen eller dieseldrift. Efterträdaren hade bland annat större motor, sex fram- och två backväxlar (i stället för 4+1).

## Veteranverksamhet
Idag är TE20 ganska populär som veterantraktor. Den mest kända veteranklubben i Sverige är Svenska Fergusonklubben Grålle. Klubben bildades 1987 i Ringarum, Östergötland. Idag är antalet medlemmar över 6 000. Många veteranträffar anordnas runt om i landet, till exempel veterantraktorplöjningar och grålleträngslar.

## Namngivning och smeknamn
Namnet TE20 har den fått av T=Tractor, E=England och 20 engelska skattehästkrafter. 
I Sverige kallades den vanligen "Grållen". En mindre smickrande, men i Sverige ganska spridd benämning, är Gråsuggan. TE20 kallas i Norge för "Gråtass" och i hemlandet England kallas den "Little Fergie".

## Modeller
- TE 20 med Continental Z-120 motor (bensin) (1946-47)
- TE-A 20 med motor från Standard (bensinmotor) (1947-51)
- TE-A 20B (bensinmotor) (1951-56)
- TE-D 20 (fotogenmotor) (1951-56)
- TE-F 20 (dieselmotor) (1952-56)
- TEK 20, vingårdstraktorn som är extra smal.